# Zračna luka Bonriki
Zračna luka Bonriki (IATA: TRW, ICAO: NGTA;) je glavna zračna luka u Kiribatiju.
Zračnu luku je sagradila u prosincu 1943. godine Ratna mornarica SAD-a, i nazvala je "Mullinix Field", u čast kontraadmirala Henryja M. Mullinixa, koji je poginuo u potonuća broda USS Liscome Bay 24. studenog 1943. Brod je potopila japanska podmornica kod Gilbertovih otoka. Zračnu luku su koristile američke vojne snage sve do kraja Drugog svjetskog rata kada su je napustile, te od tada ona služi za civilne letove.

## Avio kompanije i destinacije
| Zračna luka Bonriki Transport putnika | Zračna luka Bonriki Transport putnika                                       |
| Avio kompanija                        | Destinacija                                                                 |
| ------------------------------------- | --------------------------------------------------------------------------- |
| Air Kiribati                          | Abaiang, Abemama, Butaritari, Kuria, Maiana, Nadi, Nonouti, Tabiteuea North |
| Air Marshall Islands                  | Majuro (nastavlja se 6. travnja 2017.)                                      |
| Fiji Airways                          | Nadi                                                                        |
| Nauru Airlines                        | Kosrae (završava 26. ožujka 2017.), Majuro, Nauru, Pohnpei                  |

## Vanjske poveznice
- /Dolasci i odlasci iz Zračne luke Bonriki   Arhivirana inačica izvorne stranice od 16. travnja 2017. (Wayback Machine)